# Баоэнь
Баоэнь (кит. 报恩, пиньинь Bàoēn — «воздающий добром») — буддийский храм в провинции Сычуань, уезд Пинъу, построен где-то между 1440—1446 (интерьер доделан к 1460 году) начальником округа — Ван Си. Размеры храмового комплекса: 278 x 100 м². Зал Дабэй украшает статуя тысячерукого Авалокитешвары.